# Sara Saldaña
Sara Saldaña López (Leganés, 25 luglio 2000) è una nuotatrice artistica spagnola.

## Palmarès
- Giochi olimpici

Parigi 2024: bronzo nella gara a squadre.
- Mondiali

Fukuoka 2023: oro nella gara a squadre programma tecnico
Doha 2024: argento nella gara a squadre programma tecnico
Singapore 2025: bronzo nella gara a squadre programma tecnico, nella gara a squadre programma libero e nel libero combinato
- Europei

Glasgow 2018: bronzo nella gara a squadre libero combinato
Budapest 2020: bronzo nella gara a squadre programma tecnico
Funchal 2025: oro nella gara a squadre programma tecnico e nella gara a squadre programma libero, bronzo nella gara a squadre programma acrobatico
- Giochi europei

Baku 2015: argento nella gara a squadre e nel libero combinato
Cracovia 2023: oro nella gara a squadre programma tecnico e nella gara a squadra programma libero

### Coppa del Mondo
- 13 podi:
  - 8 vittorie (6 nella gara a squadre e 2 nel duo)
  - 2 secondi posti (2 nella gara a squadre)
  - 3 terzi posti (2 nella gara a squadre e 1 nel duo)

#### Coppa del mondo - vittorie
| Data           | Luogo    | Paese   | Disciplina     |
| -------------- | -------- | ------- | -------------- |
| 2 giugno 2023  | Oviedo   | Spagna  | Team tecnico   |
| 1 marzo 2025   | Parigi   | Francia | Team tecnico   |
| 11 aprile 2025 | Soma Bay | Egitto  | Team libero    |
| 12 aprile 2025 | Soma Bay | Egitto  | Duo tecnico Mx |
| 12 aprile 2025 | Soma Bay | Egitto  | Team tecnico   |
| 1 maggio 2025  | Markham  | Canada  | Duo tecnico Mx |
| 1 maggio 2025  | Markham  | Canada  | Team tecnico   |
| 2 maggio 2025  | Markham  | Canada  | Team libero    |